# الفرقة الثانية عشرة (العراق)
كانت فرقة المشاة الخفيفة الثانية عشرة تشكيلًا من الجيش العراقي. حُلّت تحت ضغط داعش خلال هجوم شمال العراق (يونيو/حزيران 2014)، ولم تخضع لأي إصلاح.
فُعِّلَت الفرقة الثانية عشرة في سبعينيات أو ثمانينيات القرن الماضي، ومن المرجح أنها حُلّت بعد عام 1991 (لم تُدرج في استطلاع أجرته مجلة جينز للاستخبارات في سبتمبر 1997). كانت فرقة مدرعة خلال حرب الخليج عام 1991. وكانت جزءًا من الاحتياطيات المدرعة في مؤخرة مسرح العمليات الكويتي، كجزء من فيلق الجهاد إلى جانب الفرقة المدرعة العاشرة. يعتقد محللو الجيش الأمريكي أن الفرقتين حافظتا على "نسبة فعالية قتالية" متوسطة بلغت 59٪. من بين ألوية الفرقة كان اللواء المدرع الخمسون، بقيادة العقيد محمد أشاد.
بعد بدء الهجوم البري، قامت فرقة المشاة الأمريكية الأولى (الميكانيكية) وفوج الفرسان المدرع الثاني بتدمير معظم الفرقة، حيث دمروا ما لا يقل عن 80 مركبة قتالية. كما دمرت القوات البريطانية عناصر أخرى من الفرقة خلال معركة نورفولك.

## بعد غزو العراق عام 2003
كان من المقرر إنشاء الفرقة الثانية عشرة في يوليو/تموز 2008، بمضاعفة قوام الفرقة الرابعة. وكان من المقرر أن تكون قاعدتها الرئيسية في تكريت، مع مراعاة محافظة صلاح الدين. وكان من المقرر أن تتكون في البداية من ثلاثة ألوية مدربة للبنية التحتية الاستراتيجية، وأن تستقبل اللواء الرابع من الفرقة الرابعة. وكان من المقرر تشكيل لواء رابع جديد للفرقة الرابعة من فائض الكوادر من الألوية الثلاثة الأخرى التابعة للفرقة.
وحدات القسم:
- المقر الرئيسي وشركة الخدمة
- اللواء الآلي السادس والأربعون (اللواء الأول للبنية التحتية الاستراتيجية سابقًا)
- اللواء الآلي 47 (اللواء الثاني للبنية التحتية الاستراتيجية سابقًا)
- اللواء 48 (اللواء التاسع للبنية التحتية الاستراتيجية سابقًا )
- اللواء 49 (سابقًا 4-4)
- فوج النقل الآلي الثاني عشر

ينتشر حالياً (يوليو 2008) اللواء 49، اللواء الرابع السابق للفرقة الرابعة، وهو اللواء الأكثر عملياتية في الفرقة 12، في بغداد للمشاركة في معارك مدينة الصدر.
اللواء 48 أصبح الآن جزءًا من الفرقة الرابعة.
حوالي عام 2009 كانت الفرقة الثانية عشرة متمركزة في تكريت.
اعتبارًا من يوليو 2010، كانت وحدات الفرقة هي مقرها وشركة الخدمة؛ اللواء 15 (النسور) (من الفرقة الرابعة)؛ اللواء الآلي 46 ( لواء البنية التحتية الاستراتيجية الأول سابقًا )؛ اللواء الآلي 47 (لواء البنية التحتية الاستراتيجية الثاني سابقًا)؛ اللواء 49 (4-4 سابقًا)؛ وفوج النقل الآلي الثاني عشر.
حُلَّت الفرقة تحت الضغط خلال الهجوم على شمال العراق (يونيو 2014) ولم يُعَد تشكيلها.

## الأعمال التي اُستُشيرَت
- Bourque، Stephen A. (2001). Jayhawk! The 7th Corps in the Persian Gulf War. Center of Military History, United States Army. LCCN:2001028533. OCLC:51313637.
- http://www.globalsecurity.org/military/world/iraq/12ad.htm| العراق الغزو الأمريكي للعراق - - جاي غارنر - بول بريمر - الحكومة العراقية المؤقتة - غازي الياور - إياد علاوي - الانتخابات العراقية - جلال الطالباني - إبراهيم الجعفري - نوري المالكي - إعدام صدام حسين |
| تحرير || - ع - ن - ت حرب العراق (2003–2011)     | - ع - ن - ت حرب العراق (2003–2011) |
| -------------------------------------- | --- |
| - جزء من صراع العراق                   | |
| المقدمات                               | - الأساس المنطقي لحرب العراق - أنابيب الألومنيوم العراقية - أزمة نزع سلاح العراق - العراق وأسلحة الدمار الشامل - عمليات تزوير يورانيوم النيجر - برنامج الأسلحة البيولوجية العراقية - مبادرات السلام الفاشلة العراقية - مشروعية حرب العراق 2003 - الرأي العام في الولايات المتحدة بشأن غزو العراق - التغطية الإعلامية لحرب العراق - مقابلة صدام - انتهاكات مسندة إلى صدام حسين - حقوق الإنسان في العراق |
| الغزو                                  | - الخط الزمني لغزو العراق 2003 - التحضيرات لغزو العراق 2003 - القوات متعددة الجنسيات في العراق - معركة الناصرية - سقوط بغداد - معركة ممر ديبكة - إسقاط تمثال صدام في ساحة الفردوس - خطاب المهمة أنجزت - التكهن بأسلحة الدمار الشامل عقب غزو العراق عام 2003 - سلطة الائتلاف المؤقتة |
| الأحداث الرئيسة                        | - غزو العراق (2003) - إعدام صدام حسين (2006) - حرب العراق بمحافظة الأنبار (2003–2011) - جماعات مسلحة عراقية (2003–2011) - التمرد العراقي (2003–2006) - الحرب الأهلية العراقية (2006–2008) - اتفاق انسحاب القوات الأمريكية من العراق (2007–2011) |
| العمليات                               | \| 2003 \| - التنين محمول جوا [لغات أخرى]‏ - بابل القديمة - حربة البرق [لغات أخرى]‏ - بلدوغ ماموث [لغات أخرى]‏ - الإسهام الأسترالي - عقرب الصحراء [لغات أخرى]‏ - العمليات العسكرية للائتلاف - المطرقة الحديدية [لغات أخرى]‏ - العدالة الحديدية [لغات أخرى]‏ - آيفي بليزارد [لغات أخرى]‏ - التأخر في الشمال [لغات أخرى]‏ - Panther Squeeze [لغات أخرى]‏ - Peninsula Strike [لغات أخرى]‏ - عملية كوكب إكس - عملية الفجر الأحمر - عملية تليك \| \| 2004 \| - معركة سامراء - Bulldog Mammoth [لغات أخرى]‏ - عملية أطفال العراق - Iron Saber [لغات أخرى]‏ - معركة الفلوجة الثانية - معركة الفلوجة الثانية - Phantom Linebacker [لغات أخرى]‏ - Plymouth Rock [لغات أخرى]‏ - معركة الفلوجة الأولى - Warrior's Rage [لغات أخرى]‏ \| \| 2005 \| - Able Rising Force ‏ - Able Warrior ‏ - Badlands - عملية سايكلون - Dagger - Iron Hammer [لغات أخرى]‏ - ماتادور - New Market [لغات أخرى]‏ - الرمح - Squeeze Play [لغات أخرى]‏ - الستارة الفولاذية \| \| 2006 \| - الماجد - Gaugamela - Guardian Tiger ‏ - Iron Triangle [لغات أخرى]‏ - عملية ميدوسا - River Falcon ‏ - Scorpion - عملية سندباد [لغات أخرى]‏ - Swarmer - عملية معا إلى الأمام \| \| 2007 \| - عملية اللجاه [لغات أخرى]‏ - Arbead II ‏ - عملية آردنس [لغات أخرى]‏ - عملية النسر الأسود - عملية النسر المغوار - عملية فورسيث بارك - عملية فرض القانون - Leyte Gulf [لغات أخرى]‏ - Marne Avalanche [لغات أخرى]‏ - عملية شعلة مارن - عملية ماوتني [لغات أخرى]‏ - عملية ضربة الشبح - فانتوم ثاندر [لغات أخرى]‏ - Polar Tempest ‏ - Purple Haze ‏ - Saber Guardian [لغات أخرى]‏ - Sledgehammer - Stampede 3 [لغات أخرى]‏ - Tiger Hammer [لغات أخرى]‏ - عملية الحارس الشجاع - معركة بعقوبة \| \| 2008 \| - Operation Defeat Al Qaeda in the North - بشائر الخير - Operation Phantom Phoenix \| |
| ما بعد الحرب                           | - الأمر 81 - التمرد العراقي (2011–2013) - التدخل العسكري الدولي ضد تنظيم الدولة الإسلامية (داعش) (2014–الآن) - التدخل بقيادة الولايات المتحدة في العراق - الحرب الأهلية العراقية (2014–2017) (2014–2017) - التمرد العراقي (2017–الآن) (2017–الآن) |
| مواقف وآراء                            | - وجهات النظر حول غزو العراق عام 2003 - مشروعية غزو العراق عام 2003 - معارضة حرب العراق - احتجاجات ضد حرب العراق - نقد حرب العراق - مجلس الأمن الدولي وحرب العراق - المواقف الحكومية من حرب العراق قبل غزو العراق عام 2003 |
| جرائم الحرب                            | - مقتل الصحفيين بنيران القوات الأمريكية (2003) - مجزرة الفلوجة (2003) - إساءة معاملة السجناء والتعذيب في سجن أبي غريب (2004) - مجزرة حفلة عرس مكر الذيب (2004) - مجزرة حديثة (2005) - جرائم المحمودية (2006) - حادثة الإسحاقي (2006) - حادثة الحمدانية (2006) - الغارة الجوية على بغداد في 12 يوليو 2007 (2007) - مجزرة ساحة النسور (2007) - تسريب وثائق حرب العراق (2010) |
| التأثير                                | - لاجئون عراقيون - فريق الاستقصاء المتعلق بالعراق - أضرار بغداد خلال حرب العراق - نهب الآثار - مجلس الحكم العراقي - إعادة إعمار العراق - الإصلاح الاقتصادي في العراق - التكلفة المالية - ضحايا حرب العراق - لجنة تشيلكوت - حقوق الإنسان في العراق - كندا وحرب العراق |
| النصب التذكارية                        | - نصب العراق وأفغانستان التذكاري |
| قوائم                                  | - العمليات العسكرية في العراق من جانب الائتلاف بقيادة الولايات المتحدة - التفجيرات - إسقاطات الطيران والحوادث |
| الجدول الزمني للحرب                    | - 2003 - 2004 - 2005 - 2006 - 2007 - 2008 - 2009 - 2010 - 2011 |
| - تصنيف:حرب العراق - أخبار - ويكيميديا | |
| 2003                                   | - التنين محمول جوا [لغات أخرى]‏ - بابل القديمة - حربة البرق [لغات أخرى]‏ - بلدوغ ماموث [لغات أخرى]‏ - الإسهام الأسترالي - عقرب الصحراء [لغات أخرى]‏ - العمليات العسكرية للائتلاف - المطرقة الحديدية [لغات أخرى]‏ - العدالة الحديدية [لغات أخرى]‏ - آيفي بليزارد [لغات أخرى]‏ - التأخر في الشمال [لغات أخرى]‏ - Panther Squeeze [لغات أخرى]‏ - Peninsula Strike [لغات أخرى]‏ - عملية كوكب إكس - عملية الفجر الأحمر - عملية تليك |
| 2004                                   | - معركة سامراء - Bulldog Mammoth [لغات أخرى]‏ - عملية أطفال العراق - Iron Saber [لغات أخرى]‏ - معركة الفلوجة الثانية - معركة الفلوجة الثانية - Phantom Linebacker [لغات أخرى]‏ - Plymouth Rock [لغات أخرى]‏ - معركة الفلوجة الأولى - Warrior's Rage [لغات أخرى]‏ |
| 2005                                   | - Able Rising Force ‏ - Able Warrior ‏ - Badlands - عملية سايكلون - Dagger - Iron Hammer [لغات أخرى]‏ - ماتادور - New Market [لغات أخرى]‏ - الرمح - Squeeze Play [لغات أخرى]‏ - الستارة الفولاذية |
| 2006                                   | - الماجد - Gaugamela - Guardian Tiger ‏ - Iron Triangle [لغات أخرى]‏ - عملية ميدوسا - River Falcon ‏ - Scorpion - عملية سندباد [لغات أخرى]‏ - Swarmer - عملية معا إلى الأمام |
| 2007                                   | - عملية اللجاه [لغات أخرى]‏ - Arbead II ‏ - عملية آردنس [لغات أخرى]‏ - عملية النسر الأسود - عملية النسر المغوار - عملية فورسيث بارك - عملية فرض القانون - Leyte Gulf [لغات أخرى]‏ - Marne Avalanche [لغات أخرى]‏ - عملية شعلة مارن - عملية ماوتني [لغات أخرى]‏ - عملية ضربة الشبح - فانتوم ثاندر [لغات أخرى]‏ - Polar Tempest ‏ - Purple Haze ‏ - Saber Guardian [لغات أخرى]‏ - Sledgehammer - Stampede 3 [لغات أخرى]‏ - Tiger Hammer [لغات أخرى]‏ - عملية الحارس الشجاع - معركة بعقوبة |
| 2008                                   | - Operation Defeat Al Qaeda in the North - بشائر الخير - Operation Phantom Phoenix |